# Olympus Guardian
Olympus Guardian (올림포스 가디언) est une série télévisée d'animation sud-coréenne basée sur "Les mythes grecs et romains dans la bande dessinée" (un total de 20 volumes) publiée par Gana Publishing Co., un éditeur spécialisé dans la bande dessinée. Du 11 décembre 2002 au 30 juillet 2003, il a été transformé en film d'animation par SBS, SBS Productions, SBSi, Gana Entertainment et Dongwoo Animation et diffusé sur SBS. Il raconte l'histoire de Ji-woo et Ji-Yeon écoutant Mythologie grecque et romaine de son père, qui travaille comme peintre.
En 2005, la version cinématographique du film d'animation "Olympus Guardian : Contre-attaque des géants" a été projetée. RH Korea a sorti sa collection complète Olympus Guardian (un total de 70 volumes) basée sur le dessin animé via Random Kids, une marque spécialisée dans les enfants.

## Synopsis
Ji-woo et Ji-yeon entrent dans l'atelier de leur père, qui travaille comme peintre, et deviennent curieux en découvrant un livre de mythologie gréco-romaine sur un bureau. Ji-woo et Ji-yeon entendent l'histoire de la mythologie romaine grecque de leur père, et l'animation commence par les histoires des dieux de l'Olympe.
Cronos craint que ses fils ne soient privés de leur statut et les avale dès leur naissance. Cependant, la femme de Cronos, Rhea, ne voulait pas que son plus jeune fils, Zeus, soit volé par son mari cruel, Cronos, alors il avale secrètement des pierres et Zeus le bébé s'échappe vers un endroit sûr pour la femme de chambre.
Au fil du temps, Zeus devient adulte et entend l'histoire de sa naissance de l'esprit de l'arbre, Dryade. Cela a conduit Zeus à trouver une herbe qui provoque des vomissements pour sauver ses frères et sœurs que Cronos a avalés et se rend au temple sombre de l'Olympe.
Zeus, qui est allé au temple de l'Olympe, s'est tourné vers sa mère, Rhéa, pour obtenir de l'aide. Rhéa nourrit Cronos avec des herbes qui provoquent des vomissements. Avec l'aide de Rhea, les frères et sœurs de Zeus, qui se sont échappés du corps de Cronos, ont vaincu Cronos et ont sauvé le temple de l'Olympe.

## Personnages et doubleurs

### Douze dieux olympiens
Zeus (Doubleur: Hong Si-ho (épisode 1-14, 16-39), Jang Gwang (épisode 15)): Le dieu suprême avec un style pour vivre sur la forme et mourir pour la forme. Il utilise toutes les postures qui offrent un angle d'or afin qu'il puisse utiliser la pose parfaite à tout moment, n'importe où avec l'appareil photo allumé. La posture seule est suffisamment charismatique pour submerger les autres dieux, mais elle peut toujours s'effondrer une fois. L'action est agile et se caractérise par la tension et la posture serrée que vous pouvez ressentir chez un personnage de jeu ou un maître de kung-fu. Le premier mouvement de l'action montre toujours un mouvement fort-faible-faible.
Hera (Doubleur : Kang Hee-sun) : La déesse suprême qui règne toujours suprêmement avec une ambiance qui méprise les gens. Elle a un corps et une posture qui ne sont pas perturbés par la tension, et a un regard aiguisé et un sentiment qui pénètre le flirt de Zeus. Lorsque ses yeux brillent de poison, le rapport entre le blanc des yeux et les pupilles devient 7:3. Elle protège sa famille en tant que déesse du mariage. Pour ceux qui apprécient sa famille, elle se sent encore plus douce et plus sacrée.
Poséidon (Doubleur: Ahn Jong-duk (épisodes 1, 2), Kim Kwan-jin (épisodes 3-6, 10, 32-39) et Shin Sung-ho (épisodes 7, 13-25)) : Le dieu de la mer avec un rire vif, une force forte, des pensées simples et un corps épais semblable à une montagne. Il obtient le plus de puissance avec le moins de mouvement. Il n'a qu'un pouvoir aléatoire, sa tête est simple et il peut être couvert par les vagues qu'il a créées. Pourtant, il ne bouge pas et ses yeux sont grands ouverts. Il agit dès qu'il pense "ça y est !" mais ses oreilles sont maigres et il est ébranlé par la parole. Au contraire, lorsque la tête se complique, elle provoque immédiatement une vague de moulin à vent (Poséidon est une technique qui fait gonfler les vagues tourbillonnantes en balançant le trident dans un cercle comme une boussole avec Poséidon comme axe).
Hades (Doubleur: Kim Seung-tae (épisode 1), Hong Seung-sup (épisode 2-5), Gu Ja-hyung (épisode 22) et Kim Woo-jeong (épisode 35)): Le dieu des enfers, caractérisé par un visage impassible qui ne sait pas à quoi il pense. Il subjugue la foule avec ses yeux sombres, ses lèvres bien fermées, son corps grand ouvert et sa voix forte. Il a un charisme sombre qui est l'exact opposé de Zeus, mais il a aussi une sensibilité pour aimer réciter de la poésie. Il aime prendre un bain de soleil à la lumière du soleil traversant les crevasses du palais souterrain sombre. La façon dont il confesse son amour avec ses yeux sombres est la plus sexy parmi les dieux masculins.
Apollo (Doubleur: Uhm Tae-kuk (épisode 2), Son Won-il (épisodes 3-7, 10-14, 17-39), Kim Seung-joon (épisode 8) et Yoon Bok-sung (épisode 15)): Le dieu de la musique, de la prophétie et du soleil. Parmi les douze dieux de l'Olympe, il est le plus beau et le plus beau, et c'est un dieu merveilleux qui est absolument soutenu par la plupart des femmes. Elle porte une lyre, elle aime jouer de la musique et tire bien son archet. Il frappe ses cheveux dorés avec un coup de tête, et les filles ont tendance à craquer pour les dents étincelantes entre ses lèvres souriantes. Avec une ambiance rayonnante comme l'image du soleil, elle est pleine de confiance et de vitalité, et elle parle agréablement. Il parle et agit en gardant la voie de la modération, mais quand quelqu'un va contre lui ou nuit à son estime de soi, il devient furieux et fait toujours le bordel autour de lui. En particulier, lorsque quelqu'un touche à son estime de soi, les actions parlent plus fort que les mots, comme sous hypnose, et regrettent parfois après avoir commis une telle action.
Artemis (Doubleur: Kim Hye-mi (épisode 2) et Woo Jung-shin (épisode 26-39)): La déesse de la chasse et de la lune. Elle est pleine de santé et d'agilité, elle n'a donc pas tendance à rester assise pendant de longues périodes au même endroit. Elle pense et prend des décisions rapidement et agit rapidement. Elle est pure et têtue, mais elle admet rapidement quand elle a tort. C'est une femme colérique qui pleure et la bat quand elle est contrariée, mais c'est la plus féminine des déesses.
Athena (Doubleur: Cha Myung-hwa (épisodes 2-7, 11-17, 39), Woo Jung-shin (épisode 10) et Lee Mi-ja (épisodes 32-35)): La déesse de la sagesse invincible et de la guerre. Elle est généralement réticente, mais c'est une déesse de confiance et de présence, assez pour rendre les autres dieux nerveux et concentrés à chaque mot qu'elle prononce. Elle parle toujours de l'essentiel et de l'essentiel, et même en plaisantant, elle est généralement d'humeur sérieuse. Elle a une petite gamme d'expressions faciales et une ambiance dure, elle a donc beaucoup de fans féminines. Une fois en colère, elle détruit son environnement.
Hermès (Doubleur : Kim Young-sun) : Le dieu des voyageurs, des bergers, des marchands et des voleurs. Il se caractérise par un sourire espiègle qui vous fait sentir divers trucs courir dans sa tête. Parmi les douze dieux de l'Olympe, il est la divinité la plus rapide et la plus occupée qui peut faire le plus de travail. C'est une personne très unie qui est toujours polie et respectueuse envers les autres dieux. Il est si sociable que quiconque verra Hermès l'appréciera et parlera aux humains avec une dignité divine.
Aphrodite (Doubleur: Choi Duk-hee (épisode 4-8, 10), Kim Jeong-ju (épisode 9) et Ji Mi-ae (épisode 22-39)): La déesse de l'amour et de la beauté. Son corps parfait de 34-24-36, sa peau blanche sculpturale et ses cheveux blonds riches sont ses points de charme. Elle baisse généralement silencieusement les yeux de moitié et se vante d'une beauté élégante. C'est une déesse qui garde toujours les yeux des gens, surtout des hommes, et une fois qu'elle redresse les yeux, tous les hommes transmettent ses yeux fascinants. Elle a à la fois élégance et beauté sensuelle, et toutes ses actions et expressions sont lâches. Elle parle lentement, applaudit et fascine. Quand elle se fâche, elle remue ses cheveux et son regard a l'air cool, et elle se transforme en une ambiance froide et fraîche.
Héphaïstos (Doubleur : Kim Kwan-jin) : Le dieu du forgeron qui fabrique toujours les choses dans son propre atelier. Il est le plus terne et le plus laid des douze dieux de l'Olympe. Il est boiteux et a de mauvaises articulations du dos et des genoux parce qu'il travaille en position assise. Cependant, il a tendance à se concentrer sur le fait de faire rire les gens. Il a une excellente dextérité et est méticuleux et parfait pour produire des résultats, il a donc un bon cerveau.
Ares (Doubleur: Hong Seung-sup (épisodes 3, 4), Jung Seung-wook (épisode 17) et Ahn Jong-deok (épisode 23)): Le dieu de la guerre qui est toujours armé et parcourt le champ de bataille. Il vit sur le champ de bataille, donc son armure est toujours sale. Il refuse de se rapprocher des autres dieux à cause de ses cheveux ébouriffés et de ses yeux bestiaux. Il a l'air d'être prêt à se battre, car il a toujours une personnalité qui se tortille avec son corps en avant. Il donne de la force à ses propos et s'exprime clairement, mais le contenu est toujours simple, et "Battons-nous !" et "Débarrassons-nous-en!" sont les points principaux de la conversation. Il rougit devant Aphrodite, mais il fait la même chose, seul son visage rougit. Lorsque sa colère atteint le bout de sa tête, il ne peut pas parler et se gifle en disant: "Oh, non!".
Demeter (Doubleur : Lee Mi-ja) : La déesse de la terre et du grain. Il a une sensation de chaleur du corps et du visage. Elle a toujours un sourire doux et gentil, mais elle est timide et mène souvent au découragement. Lorsque la tristesse devient trop frénétique, un fort antagonisme qui assèche tout autour se dégage. À cause de ses yeux fous, où elle ne peut voir qu'une chose qu'elle veut, tout le monde autour d'elle devient intimidé et ne peut même pas l'approcher. Elle est également nerveuse lorsque Déméter est en colère contre d'autres dieux, mais elle est la seule à devenir vraiment en colère lorsqu'elle est reconnue comme étant en colère.

### Conteur
Père de Ji-woo et Ji-yeon (Doubleur : Lee Bong-jun) : Il est peintre au début de la quarantaine et présente un visage souriant et attentionné. Ji-woo et Ji-yeon sont des enfants qu'ils apprécient, mais ils essaient de corriger les disputes familiales, le vol et le mensonge. C'est un père effrayant quand il est en colère, mais c'est aussi un père faible qui a le cœur brisé dans un endroit sombre quand il est en colère.
Ji-woo (Doubleur : Lee Mi-ja) : Un garçon en cinquième année du primaire qui a un cerveau rapide et beaucoup d'espièglerie. Il a un fort sentiment de scepticisme, mais il fait des compromis de manière réaliste face au danger auquel il est confronté. Mais quand quelqu'un d'autre est dans une situation d'injustice, il essaie d'aider. Il n'est pas très bon en sport, mais c'est aussi le genre de personne qui bouge avec une force qu'il n'aurait pas s'il avait une cause. Il a un peu l'air de se montrer, alors il se dit être un génie, mais en fait, il s'entraîne quand personne n'est là. Il gronde souvent sa sœur cadette, Ji-yeon, mais en fait, il le fait pour sa propre sœur, alors il fait parfois des choses émouvantes. Dans ses moments de crise, il a aussi de la dignité et de la responsabilité, car il agit pour protéger sa sœur cadette.
Ji-yeon (Doubleur : Woo Jung-shin) : Une fille mignonne et adorable en deuxième année d'école primaire. Son intérêt récent est l'amour et elle est très préoccupée par son apparence. Elle porte toujours un miroir et l'appelle "Miroir Princesse". Elle est si rapide dans la rêverie qu'elle est souvent étourdie. Elle a un tempérament quand quelqu'un d'autre a une coiffure plus jolie qu'elle ou a une jolie chose, et elle déteste quand les autres l'imitent, alors elle la rejette quand elle porte les mêmes vêtements. Elle est tellement attachée et fière des choses qu'elle a achetées une fois. Quand elle voit quelque chose de dégoûtant comme un insecte, elle crie, mais quand elle voit un monstre effrayant, elle n'a aucun sens de la réalité et est plutôt ennuyeuse.

## Épisodes
Les dates entre parenthèses indiquent la date à laquelle l'épisode a été diffusé pour la première fois.
- Épisode 1: Dieux de l'Olympe (올림포스의 신들, date de diffusion: 11 décembre 2002)
- Épisode 2: Incendie de Prométhée (프로메테우스의 불, date de diffusion : 12 décembre 2002)
- Épisode 3: La boîte de Pandore (판도라의 상자, date de diffusion : 18 décembre 2002)
- Épisode 4: Love and Soul - Part I (사랑과 영혼 1부, date de diffusion: 25 décembre 2002)
- Épisode 5: Love and Soul - Part II (사랑과 영혼 2부, date de diffusion: 26 décembre 2002)
- Épisode 6: Qui est la plus belle déesse ? (가장 아름다운 여신은?, date de diffusion: 2 janvier 2003)
- Épisode 7: Athéna et Arachné (아테나와 아라크네, date de diffusion: 8 janvier 2003)
- Épisode 8: Histoire d'Hermès (헤르메스 이야기, date de diffusion : 9 janvier 2003)
- Épisode 9: Histoire d'Atalante (아탈란테 이야기, date de diffusion: 15 janvier 2003)
- Épisode 10: Daphné transformée en laurier (월계수가 된 다프네, date de diffusion: 16 janvier 2003)
- Épisode 11: Baucis et Philémon (바우키스와 필레몬, date de diffusion: 22 janvier 2003)
- Épisode 12: Bellérophon et Pegasus (벨레로폰과 페가수스, date de diffusion: 23 janvier 2003)
- Épisode 13: Les aventures de Persée - Partie I (페르세우스의 모험 1부, date de diffusion: 29 janvier 2003)
- Épisode 14: Les aventures de Persée - Partie II (페르세우스의 모험 2부, date de diffusion: 30 janvier 2003)
- Épisode 15: Les Ailes d'Icarus (이카로스의 날개, Date de diffusion: 5 février 2003)
- Épisode 16: Zeus et Io (제우스와 이오, date de diffusion: 6 février 2003)
- Épisode 17: Cadmos et le Dragon d'Arès (카드모스와 아레스의 용, diffusé le 12 février 2003)
- Épisode 18: Echo et Narcisse (에코와 나르키소스, date de diffusion: 19 février 2003)
- Épisode 19: Midas, Hand of Gold (황금의 손 미다스, date de diffusion: 26 février 2003)
- Épisode 20: Phrixus et Helle (프릭소스와 헬레, date de diffusion: 5 mars 2003)
- Épisode 21: Orphée et Eurydice (오르페우스와 에우리디케, date de diffusion: 12 mars 2003)
- Épisode 22: L'amour d'Hadès (하이데스의 사랑, date de diffusion: 19 mars 2003)
- Épisode 23: Naissance d'Hercule (영웅 헤라클레스의 탄생, date de diffusion: 26 mars 2003)
- Épisode 24: Douze travaux d'Hercule (영웅 헤라클레스의 12가지 과업, date de diffusion : 2 avril 2003)
- Épisode 25: La résurrection d'Hercule (영웅 헤라클레스의 부활, date de diffusion : 9 avril 2003)
- Épisode 26: L'amour d'Artémis (아르테미스의 사랑, date de diffusion: 23 avril 2003)
- Épisode 27: Argonautes - 50 héros (아르고 원정대 50인의 영웅, date de diffusion: 30 avril 2003)
- Épisode 28: Argonautes - À la recherche du mouton d'or (아르고 원정대 황금 양털을 찾아서, date de diffusion : 7 mai 2003)
- Épisode 29: Thésée et Minotaure (테세우스와 미노타우로스, date de diffusion : 14 mai 2003)
- Épisode 30: Le char d'or de Paeton (파에톤의 황금마차, date de diffusion: 21 mai 2003)
- Épisode 31: Les Aventures d'Ulysse - Partie I (오딧세우스의 모험 1부, Date de diffusion: 28 mai 2003)
- Épisode 32: Les Aventures d'Ulysse - Partie II (오딧세우스의 모험 2부, Date de diffusion: 4 juin 2003)
- Épisode 33: Les Aventures d'Ulysse - Partie III (오딧세우스의 모험 3부, Date de diffusion : 11 juin 2003)
- Épisode 34: L'histoire d'Achille (아킬레우스 이야기, date de diffusion: 18 juin 2003)
- Épisode 35: Cheval de Troie (트로이 목마, date de diffusion: 2 juillet 2003)
- Épisode 36: Eos et Tithonus (에오스와 티토노스, date de diffusion: 9 juillet 2003)
- Épisode 37: Une histoire non dite - Fleurs (못다한 이야기 - 꽃, Date de diffusion: 16 juillet 2003)
- Épisode 38: Une histoire non dite - Monstre (못다한 이야기 - 괴수, Date de diffusion : 23 juillet 2003)
- Épisode 39: Une histoire non dite - Constellation (못다한 이야기 - 별자리, Date de diffusion : 30 juillet 2003)

## Personnages de théâtre et doubleurs
- Triton: Oh Seung-yoon
- Cardia: Woo Jung-shin
- Eurymédon: Lee Jung-goo
- Herma: Jung Mi-sook
- Zeus: Jang Gwang
- Héra: Kang Hee-sun
- Athéna: Yoon So-ra
- Hadès: Seol Young-bum
- Poséidon: Hong Sung-hun
- Amphitrite: Yoon Sung-hye
- Artémis: Bae Jung-mi
- Apollo: Son Won-il
- Arès: Lee Chul-yong
- Hermès: Kim Young-sun
- Deméter: Lee Ja-myung
- Sid: Lee Ja-myung
- Otarie à fourrure: Lee Jung-hyun
- La mère de Cardia: Lee Han-na
- Géants: Lee Dong-hyun, Ra Young-won, Kim Jun